# Britney: For the Record
Britney: For the Record è un film documentario del 2008 diretto da Phil Griffin, sulla vita della cantante statunitense Britney Spears.
Il documentario introspettivo, della durata di 60 minuti, ripercorre il ritorno della Spears nell'industria musicale dopo i molti problemi personali che l'hanno colpita nell'ultimo anno. Diretto da Phil Griffin, "For the Record" è stato girato a Beverly Hills, Hollywood, e New York, nella seconda metà del 2008.
Le riprese sono iniziate il 5 settembre 2008, due giorni prima dell'apparizione della Spears agli MTV Video Music Awards. MTV, uno dei due distributori ufficiali del documentario, ha messo sul suo sito ufficiale il primo trailer promozionale il 3 ottobre 2008. Il documentario è stato presentato dall'emittente televisiva il 30 novembre dello stesso anno negli Stati Uniti, due giorni prima della pubblicazione del sesto album della cantante, Circus, per cui il documentario ha quindi svolto anche la funzione di promotore.

## Trama
Il documentario ripercorre i momenti più intimi di Britney Spears nell'arco di 60 giorni, dall'inizio del suo fin troppo pubblicizzato tracollo, fino al suo ritorno nel mondo della musica. Britney ha anche posto le basi per una sua riflessione, dicendo: "Sono una persona intelligente...A che diavolo stavo pensando?!" "For the Record" include video della sua apparizione agli MTV Video Music Awards del 2008, sessioni nello studio di registrazione, backstage dei video per i singoli Womanizer e Circus del suo sesto album. È anche presente un commento di Madonna in occasione dell'esibizione della Spears durante il suo Sticky & Sweet Tour.
La Spears ripercorre le relazioni passate. Spiega che attraversare la rottura con Justin Timberlake sotto le luci dei riflettori non è stato facile da affrontare per una giovane ragazza. Sente anche che tutta la pubblicità fatta sull'evento ha reso tutto ancor più difficile e confuso per lei e per questo iniziò a comportarsi di conseguenza. Ha anche spiegato che con l'ex marito e padre dei suoi due figli, Kevin Federline, è stata quindi devastante. Questa perdita le ha fatto pagare un pedaggio ancora più elevato e per la seconda volta tutta l'attenzione che i paparazzi hanno dato alla vicenda non ha aiutato.
La Spears ha parlato anche dei suoi sentimenti verso la custodia di suo padre verso i suoi beni e di ciò che prova riguardo alla sua vita: "Non c'è nessuna emozione, nessuna passione...Ho giorni davvero buoni, e poi ho dei brutti giorni. Anche quando vai in prigione, sai che ci sarà un momento in cui potrai uscire. Ma in questo caso, non arriva mai. È come Groundhog Day (il film Ricomincio da capo) ripetuto ogni giorno." La Spears ha aggiunto: "Penso che sia troppo controllata, se non fossi sotto queste restrizioni, mi sentirei così libera. Quando dico a qualcuno cosa provo in quel momento, sembra che quel qualcuno sente quello che dico, ma finge di non ascoltare. Non ho mai voluto diventare una di quei prigionieri. Ho sempre voluto sentirmi libera."
La cantante ha anche dichiarato ciò che prova per i fan ed il suo stile musicale. "È strano perché la musica è un riflesso di quello che stai attraversando" dice. "È come una parte di me, il disco, perché tratta ciò che ho vissuto."
In un'altra clip, la Spears parla di come concilia il suo essere ballerina e cantante con lo stress della sua vita e come il suo lavoro l'aiuti a gestire le sue emozioni. Ha detto che secondo lei ballare è una terapia: "Se sono piena di energie negative, quando inizio a ballare se ne vanno tutte e mi sento veramente felice. È come andare sulle montagne russe" dice. "Le persone pensano che quando devi superare qualcosa della tua vita, devi andare in terapia. Per me, la terapia è l'arte, perché è come se ti esprimessi in qualche modo spirituale. "A volte non hai bisogno di parlare per superare ciò che devi superare" continua. "A volte è un'emozione che hai bisogno di sentire quando balli, che hai bisogno di toccare. E l'unica cosa con cui puoi sentirla è muoverti in un certo modo."

## Produzione

### Sviluppo
Dopo il cameo di Britney Spears nel telefilm How I Met Your Mother a metà estate del 2008, il quotidiano The National Enquirer riportò che Larry Rudolph, il vecchio manager della Spears (licenziato nell'Aprile 2007 e ritornato nel 2008 a lavorare con lei), stava "proponendo l'idea di un reality a diversi network televisivi". Molte voci annunciarono che si sarebbe concentrato sulla vita della Spears e il suo ritorno nella musica. FremantleMedia, uno dei distributori del documentario, inviò un comunicato stampa per il 9 ottobre 2008. Lo stesso giorno, MTV annunciò la distribuzione del documentario per il 30 novembre.
Il documentario nacque da una conversazione tra la Spears e Rudolph, in cui Britney espresse interesse nel voler mostrare il suo ritorno al pubblico. In accordo con Rudolph, dopo aver "toccato il fondo", la Spears "voleva avere la possibilità di raccontare la sua versione dei fatti, parlare di cosa le è accaduto, le sta accadendo e le accadrà".
Il 21 novembre 2008, Rudolph, che è stato coinvolto nel documentario, concesse un'intervista esclusiva ad MTV. Ha spiegato come è nato il progetto e chi lui ha voluto coinvolgere: "Ho partecipato molto alla preparazione del film, così ho guardato come procedeva, ed era molto interessante. Abbiamo fatto un accordo sin dall'inizio — una sorta di stretta di mano con la consapevolezza che non ci sarebbero stati limiti sul progetto. Dovevamo fare un film aperto ed onesto e che non dovevamo lasciare le parti buone sul pavimento del salone di un parrucchiere." Rudolph ha spiegato che "For the Record" fa parte di un progetto più grande per riabilitare Britney agli occhi dei suoi fan come popstar, e non come un appuntamento fisso da tabloid.

### Riprese
La Spears si è accordata con MTV e la compagnia Radical Media per girare il documentario. "For the Record" è stato girato in tre mesi del 2008, dal 5 settembre (due giorni prima degli MTV Video Music Awards) fino a metà novembre.
Le interviste con la Spears sono state girate al The Mondrian Hotel di Los Angeles. Britney aveva già frequentato l'hotel durante le sue "serate selvagge". Il cameo di Madonna è stato girato durante il suo concerto sempre a Los Angeles.

### Musica
Per il primo trailer, MTV ha usato il singolo Toxic dell'album In the Zone ed il primo dell'album Circus, Womanizer. Per il resto, la produzione ha usato le nuove canzoni della Spears, tra cui Out from Under, Kill the Lights, Quicksand, Unusual You e Phonography. È stata usata anche la versione strumentale di Circus.
Durante la trasmissione americana, sono comparse anche le versioni strumentali della maggior parte delle canzoni di Circus, e le registrazioni in studio di Trouble, Womanizer e Circus. La canzone dei titoli di coda è "Lower Your Eyelids and Die with the Sun" della band francese M83 dal loro album del 2005 "Before the Dawn Heals Us".

## Reazioni

### Critica
Le reazioni della critica furono varie. Il Los Angeles Times ha dato una recensione positiva, definendolo "un documentario inarrestabile, la Spears può finalmente dire la sua versione dei fatti". MSNBC ha invece dato un giudizio negativo, scrivendo che la Spears ha fornito "una visione poco chiara della sua vita, delle sue scelte, o dei suoi errori", e che le sue risposte alle domande erano "vaghe, a volte contraddittorie". MSNBC ha concluso che "Tutto quello che Britney: For the Record ci lascia, è un vago ritratto di una ventiseienne la cui vita è diversa da quella di ogni sua coetanea, anche se lei vuole convincersi del contrario". The Hartford Courant ha criticato il documentario per essere "una promozione per riabilitare l'immagine di Britney Spears". Continua: "Un titolo all'inizio del film insiste che 'Nessun argomento è stato evitato, nessuna domanda non ha avuto una risposta.' Ma innanzitutto non sono state fatte tutte le domande". Il quotidiano australiano The Age lo descrive come "niente più che uno zoppiccamento miserabile e ansioso su un 'ritorno' del tutto instabile".

### Pubblico
Le reazioni del pubblico sono state invece positive.
MTV ha chiesto a diversi fan di New York e Los Angeles cosa pensavano del film; Shanna Birnbaum, 23 anni, ha risposto: "Penso che era molto onesta. Ha dimostrato alle persone che puoi riuscire a superare ogni cosa". Stacey Medura, in accordo, ha aggiunto che "For the Record" ha umanizzato la popstar. "Ora è più semplice capire quello che prova".

### Indici di ascolto
MTV riportò che "Britney: For the Record" ottenne 3.7 milioni di spettatori. Unito alla replica immediatamente successiva all'anteprima mondiale, ha avuto in totale 5.6 milioni di spettatori. Ha avuto il triplo degli spettatori di ogni serie trasmessa da MTV, inclusa la sua serie principale, The Hills.
Nel Regno Unito, ha ricevuto 391,000 spettatori e l'1.8% di share. Inoltre, ha avuto il 4.6% di adulti nella fascia 16-34 anni e il 5.1% di donne della fascia 16-34. A parte una replica di Doctor Who sulla BBC, "Britney: For the Record" è stato lo show col maggior indice d'ascolto per la serata (1º dicembre 2008).

## Pubblicazione in DVD
Il DVD del documentario fu annunciato sul sito ufficiale di Britney Spears. Il documentario fu pubblicato in DVD il 7 aprile 2009 negli Stati Uniti e nel Regno Unito il 1º giugno dello stesso anno. In Colombia è stato pubblicato alla fine di maggio e in Australia il 28 agosto. Ha venduto 3,095 copie nella prima settimana negli Stati Uniti.
In Italia il DVD non è stato messo in commercio, ma il documentario è stato trasmesso da MTV Italia il 26 dicembre 2008, preceduto da due programmi che ripercorrevano la carriera della popstar.

### Dettagli
Il DVD contiene:
- Il documentario completo
- Scene inedite non mandate in onda da MTV
- La versione americana include anche sei remix di Womanizer e Circus:
- # Womanizer (Kaskade Remix) – 5:31
- # Womanizer (Benny Benassi Extended Remix) – 6:16
- # Womanizer (Junior Club Remix) – 7:42
- # Circus (Diplo Alt Clown Remix) – 3:12
- # Circus (Tom Neville's Ringleader Remix) – 7:52
- # Circus (Villains Remix) – 5:17